# Antracobúnids
Els antracobúnids (Anthracobunidae) formen una família de mamífers perissodàctils extints. Se n'han trobat restes fòssils a Àsia.

## Taxonomia
- Anthracobune
- Hsanotherium
- Indobune
- Ishatherium
- Jozaria
- Lammidhania
- Nakusia
- Pilgrimella